# Mr. Taxi / Run Devil Run
"Mr. Taxi / Run Devil Run" é o terceiro single em japonês do girl group sul-coreano Girls' Generation. Faz parte do álbum Girls' Generation.

## Antecedentes e lançamento
Anunciado pela primeira vez para ser lançado em 13 de abril de 2011 no Japão, o lançamento foi adiado para 27 de abril, devido ao sismo e tsunami de Tohoku de 2011. Foi anunciado que os resultados das vendas seriam doados à Cruz Vermelha Japonesa. O single está disponível em três versões diferentes: duas versões em CD + DVD e uma versão em CD.
A versão japonesa de "Run Devil Run" foi primeiramente lançada como um single digital em 25 de janeiro de 2011.
"Mr. Taxi / Run Devil Run" estabeleceu um novo recorde para Girls' Generation, sendo seu primeiro single japonês a vender mais de 100.000 unidades em sua primeira semana de lançamento. O single também conseguiu conquistar o primeiro lugar na parada Billboard Japan Hot 100 por duas semanas consecutivas. "Mr. Taxi" foi apresentada pela primeira vez ao vivo em 13 de maio de 2011, no programa Music Station da TV Asahi. Em 25 de maio, "Mr. Taxi" alcançou o topo da parada musical taiwanesa Gmusic.
A Primeira Edição Deluxe (Deluxe First Press Edition) contém o CD single, um mini-fotolivro das garotas, um cartão comercial, e um DVD contendo o vídeo musical oficial em japonês de "Run Devil Run" e a versão de dança do vídeo musical de "Run Devil Run".
A Edição Limitada (Limited Period Edition) contém o CD, um DVD com a versão regular do vídeo musical de "Run Devil Run" e um fotolivro das garotas. O fotolivro da Edição Limitada é completamente diferente do fotolivro da Edição Deluxe.
E edição regular de "Mr. Taxi" contém somente o CD single, sem itens de bônus.

## Vídeos musicais
O vídeo teaser de "Run Devil Run" foi lançado em 8 de abril de 2011 e o vídeo musical completo em 9 de abril de 2011. A versão de dança foi lançada em 25 de abril de 2011. O vídeo teaser de "Mr. Taxi" foi lançado em 22 de abril de 2011, enquanto que a versão de dança foi lançada em 25 de abril de 2011 e o vídeo musical foi lançado em 28 de abril de 2011. "Mr. Taxi" (versão oficial) foi gravado em HD. Enquanto a coreografia de "Run Devil Run" foi feita por Lisette Bustamante, Rino Nakasone e Sim Jaewon fizeram a outra para "Mr. Taxi"..

### Mr. Taxi
A versão de dança do vídeo começa com as meninas vestidas com roupas de taxista amarelas, na frente de uma tela que pisca palavras e formas em iluminação azul. No início do segundo verso, ele muda para as meninas vestidas com roupas pretas, e dançando na frente de um mapa-múndi multicolorido. Perto do fim do segundo verso, e por todo o resto do vídeo, o vídeo alterna entre os planos das meninas em suas roupas amarelas e suas roupas pretas. Após o segundo refrão há uma pausa na dança, seguida pela ponte apresentada por Yuri, Sunny, Sooyoung, Jessica, Tiffany e Taeyeon, após a qual há mais planos alternando entre as duas cenas (roupas amarelas e pretas) para o refrão final, terminando com as meninas congelando em suas posições, em seus uniformes amarelos, com a luz desaparecendo.
A versão oficial de "Mr. Taxi" não é muito diferente da versão de dança. Ele contém a maioria das cenas de dança, mas com efeitos de formas e palavras azuis piscando no fundo. Há também cenas individuais das meninas na frente de um fundo cinza brilhante.

### Run Devil Run
O vídeo é semelhante à sua versão coreana, exceto por alguns passos de dança e roupas diferentes.
O vídeo musical inicia com um salão azul, depois, alterado para branco, com as garotas dançando, em roupas brancas, como a versão coreana. Então, mudam as cenas, para um salão azul que mostra as meninas dançando em roupas azuis, e em outras cenas elas aparecem vestindo roupas diferentes no estilo "Black SoShi".
O primeiro dos dois cenários utilizados na vídeo musical é um salão branco com as integrantes em roupas brancas. No primeiro refrão, relances do segundo cenário, um salão escuro com as garotas em roupas justas, são vistos. Durante o segundo refrão, cenas completas neste cenário são mostradas.
Algumas coisas notáveis incluem:
- A versão oficial possui mais cenas do salão branco e a versão de dança possui mais cenas de dança no salão azul.
- O cenário branco é visto muito mais na versão japonesa, enquanto que o cenário preto é visto mais na versão coreana. As garotas possuem luzes nos cabelo castanhos/loiros, ao contrário de seus cabelos principalmente pretos que tinham antes.
- A versão japonesa apresenta mais close-ups das cantoras.

## Lista de faixas
| CD single em japonês |                                     |                                                             |         |  |
| N.º                  | Título                              | Música                                                      | Duração |  |
| 1.                   | "Mr. Taxi"                          | Allison Veltz, Paolo Prudencio, Chad Royce, Scott Mann, STY | 3:33    |  |
| 2.                   | "Run Devil Run (versão em japonês)" | Alex James, Busbee, Kalle Engström, Hong Ji-yu              | 3:22    |  |
| Duração total:       | Duração total:                      | Duração total:                                              | 6:53    |  |

| DVD (Edição Limitada) | |         |  |
| N.º                   | Título | Duração |  |
| 1.                    | "Run Devil Run (versão em japonês)" (Vídeo musical)                                                           |         |  |
| 2.                    | "Run Devil Run (versão em japonês)" (Vídeo musical - versão de dança (CD+DVD Primeira Edição Deluxe Somente)) |         |  |
| Duração total:        | Duração total:                                                                                                | 6:53    |  |